# Danh sách đĩa đơn quán quân Hot 100 năm 1968 (Mỹ)
Dưới đây là danh sách các đĩa đơn đã đạt vị trí quán quân trên bảng xếp hạng Hot 100 của tạp chí Billboard năm 1968.
| Ngày phát hành | Bài hát                            | Nghệ sĩ                       |
| -------------- | ---------------------------------- | ----------------------------- |
| 6 tháng 1      | "Hello, Goodbye"                   | The Beatles                   |
| 13 tháng 1     | "Hello, Goodbye"                   | The Beatles                   |
| 20 tháng 1     | "Judy in Disguise (With Glasses)"  | John Fred và His Playboy Band |
| 27 tháng 1     | "Judy in Disguise (With Glasses)"  | John Fred và His Playboy Band |
| 3 tháng 2      | "Green Tambourine"                 | The Lemon Pipers              |
| 10 tháng 2     | "Love Is Blue"                     | Paul Mauriat                  |
| 17 tháng 2     | "Love Is Blue"                     | Paul Mauriat                  |
| 24 tháng 2     | "Love Is Blue"                     | Paul Mauriat                  |
| 2 tháng 3      | "Love Is Blue"                     | Paul Mauriat                  |
| 9 tháng 3      | "Love Is Blue"                     | Paul Mauriat                  |
| 16 tháng 3     | "(Sittin' On) The Dock of the Bay" | Otis Redding                  |
| 23 tháng 3     | "(Sittin' On) The Dock of the Bay" | Otis Redding                  |
| 3 tháng 3      | "(Sittin' On) The Dock of the Bay" | Otis Redding                  |
| 6 tháng 4      | "(Sittin' On) The Dock of the Bay" | Otis Redding                  |
| 13 tháng 4     | "Honey"                            | Bobby Goldsboro               |
| 20 tháng 4     | "Honey"                            | Bobby Goldsboro               |
| 27 tháng 4     | "Honey"                            | Bobby Goldsboro               |
| 4 tháng 5      | "Honey"                            | Bobby Goldsboro               |
| 11 tháng 5     | "Honey"                            | Bobby Goldsboro               |
| 18 tháng 5     | "Tighten Up"                       | Archie Bell & the Drells      |
| 25 tháng 5     | "Tighten Up"                       | Archie Bell & the Drells      |
| 1 tháng 6      | "Mrs. Robinson"                    | Simon & Garfunkel             |
| 8 tháng 6      | "Mrs. Robinson"                    | Simon & Garfunkel             |
| 15 tháng 6     | "Mrs. Robinson"                    | Simon & Garfunkel             |
| 22 tháng 6     | "This Guy's in Love with You"      | Herb Alpert                   |
| 29 tháng 6     | "This Guy's in Love with You"      | Herb Alpert                   |
| 6 tháng 7      | "This Guy's in Love with You"      | Herb Alpert                   |
| 13 tháng 7     | "This Guy's in Love with You"      | Herb Alpert                   |
| 20 tháng 7     | "Grazing in the Grass"             | Hugh Masekela                 |
| 27 tháng 7     | "Grazing in the Grass"             | Hugh Masekela                 |
| 3 tháng 8      | "Hello, I Love You"                | The Doors                     |
| 10 tháng 8     | "Hello, I Love You"                | The Doors                     |
| 17 tháng 8     | "People Got to Be Free"            | The Rascals                   |
| 24 tháng 8     | "People Got to Be Free"            | The Rascals                   |
| 31 tháng 8     | "People Got to Be Free"            | The Rascals                   |
| 7 tháng 9      | "People Got to Be Free"            | The Rascals                   |
| 14 tháng 9     | "People Got to Be Free"            | The Rascals                   |
| 21 tháng 9     | "Harper Valley PTA"                | Jeannie C. Riley              |
| 28 tháng 9     | "Hey Jude"                         | The Beatles                   |
| 5 tháng 10     | "Hey Jude"                         | The Beatles                   |
| 12 tháng 10    | "Hey Jude"                         | The Beatles                   |
| 19 tháng 10    | "Hey Jude"                         | The Beatles                   |
| 26 tháng 10    | "Hey Jude"                         | The Beatles                   |
| 2 tháng 11     | "Hey Jude"                         | The Beatles                   |
| 9 tháng 11     | "Hey Jude"                         | The Beatles                   |
| 16 tháng 11    | "Hey Jude"                         | The Beatles                   |
| 23 tháng 11    | "Hey Jude"                         | The Beatles                   |
| 30 tháng 11    | "Love Child"                       | Diana Ross và the Supremes    |
| 7 tháng 12     | "Love Child"                       | Diana Ross và the Supremes    |
| 14 tháng 12    | "I Heard It Through the Grapevine" | Marvin Gaye                   |
| 21 tháng 12    | "I Heard It Through the Grapevine" | Marvin Gaye                   |
| 28 tháng 12    | "I Heard It Through the Grapevine" | Marvin Gaye                   |